# The Great Depression (Blindside)
The Great Depression è il quinto album in studio del gruppo post-hardcore svedese Blindside, pubblicato nel 2005.

## Tracce
1. The Great Depression – 1:27
2. This Is a Heart Attack – 3:10
3. Ask Me Now – 3:34
4. We're All Going to Die – 3:00
5. Yemkela – 3:38
6. Put Back the Stars – 3:57
7. Fell in Love with the Game – 4:07
8. City Lights – 3:13
9. We Are to Follow – 4:02
10. You Must Be Bleeding Under Your Eyelids – 4:56
11. My Alibi – 4:33
12. Come to Rest (Hesychia) – 4:29
13. This Time – 4:47
14. When I Remember – 4:27